# جيورجي إلك
جيورجي إلك (بالمجرية: Elek György)‏ هو راقص على الجليد مجري، ولد في 2 مايو 1984 في بودابست في المجر.

## وصلات خارجية
- جيورجي إلك على موقع الاتحاد الدولي للتزلج (الإنجليزية)